# Dronningestolen
Dronningestolen är den högsta punkten, 128 meter över havet, på Møns Klint i Danmark. Den ligger i Region Själland, i den sydöstra delen av landet, 80 km söder om huvudstaden Köpenhamn. Närmaste större samhälle är Stege, 18 km väster om Dronningestolen. 